# Corrie Schimmel
Cornelia Hendrika (Corrie) Schimmel (Bussum, 29 april 1939) is een Nederlands voormalig zwemster.
Schimmel won in 1958 een gouden (4x100 meter vrije slag) en een zilveren medaille (400 meter vrije slag) op de EK zwemmen. Twee jaar later nam ze deel aan de Olympische Zomerspelen in Rome. Hier eindigde ze als zevende op de 400 meter vrije slag.
Ze veroverde tussen 1957 en 1960 vijf nationale titels op de 400 meter en 1500 meter vrije slag. Daarnaast zette Schimmel tussen 1959 en 1960 tien Europese records op diverse zwemafstanden vrije slag, tussen de 200 en de 1500 meter, op haar naam.